# Hans Guldberg Sveistrup
 Ikke at forveksle med Hans Sveistrup.
Hans Guldberg Sveistrup (født 31. marts 1770 i Ringsted, død 5. januar 1824 i Slagelse) var en dansk translatør og forfatter.
H.G. Sveistrup blev født i Ringsted, hvor hans fader, kancelliråd Christen Sveistrup (død 1792), på den tid var byfoged (senere ejer af herregården Åstrup ved Hjørring); hans moder var Anna Margrethe født Guldberg (død 1786).
Han blev student fra Aalborg 1788 og juridisk kandidat 1793. Derefter var han i 3 år huslærer på Strandmøllen for den senere bekendte kammerråd Johan Christian Drewsen og havde her rig lejlighed til at nære sine mangeartede interesser: han dyrkede sprog, botanik, filosofi og meget mere, ligesom han plejede hyppigt samkvem med Knud Lyne Rahbek, hvem han ydede god bistand ved tidsskriftet Tilskueren. Det var også ham, der roede den flygtende Malthe Conrad Bruun over til Hven, da denne flygtede fra myndighederne på grund af sine skrifter.
1796 flyttede han til København og ernærede sig ved litterære arbejder. Omtrent daglig var han gæst i det Hegerske hus, hvor han fordybede sig med Kamma Rahbeks fader i astronomiske beregninger.
Der var noget uroligt, gærende i hans sind; han hørte til tidens frihedssværmere og var beruset af Kants filosofi. Mod reaktionens ånd skrev han et par pjecer, men tørnede derved stærkt sammen med Jacob Baden. Han var flittig bidragyder til tidsskrifterne Iris og Hebe og For Sandhed. Han begyndte desuden (anonymt) udgivelsen af det kantianske tidsskrift Filosofisk Repertorium, hvoraf udkom ét bind (1798); som medudgivere havde han Jens Kragh Høst og Jonas Collin og, efter at disse var trådte tilbage, A.S. Ørsted. Tidsskriftet stillede sig til opgave med Kants våben at bekæmpe populærfilosofien.
I 1799 blev han indviklet i en udlægger af pressesagen med Peter Andreas Heiberg. Littteraten Peder Cortsen Koefod havde i forbindelse med denne sag anonymt udgivet hæfteskriftet Brevvexling mellem tvende Brødre, der støttede Heiberg og indeholdt mange udfald mod især Christian Colbjørnsen og Heibergs anklager generalfiskal Poul Skibsted. For udtalelser i skriftets nr. 8 blev Koefod indstævnet for Hof- og Stadsretten. I retten kunne Koefod oplyse at forfatteren til stykket ikke var ham, men Sveistrup, boende "Walkendorffs Collegium, No. 2". Dette bekræftede Sveistrup skriftligt, men alligevel blev Koefod som udgiver af skriftet idømt en bøde på 500 rigsdaler for "ærerørige Ord" imod generalfiskalen, samt at skulle bøde 10 rigsdaler til Skibsted for sagens omkostninger.
Sveistrup udgav under sagens forløb bladet Til Publikum, hvori han, efter at have erklæret at kun at have skrevet det omstridte brev i Brevvexlingens nr. 8 og fralagde sig al ansvar for resten af Kofoeds tidsskrift, argumenterede vidtløftigt imod Skibsteds påstand om at udtalelsen var æreskrænkende og imod hans beslutning om at rejse sag ved domstolen i stedet for at overlade bedømmelsen til de litterære kritikere. Alligevel endte sagen med at Sveistrup mødte generalfiskal Skibsted ved en forligskommission den 6. december 1799, og indvilgede i uden forbehold at trække de æreskrænkende udtalelser tilbage, samt betale 10 rigsdaler til Københavns fattigkasse.
I 1800 blev han translatør i 8 forskellige sprog, og året efter fik han bevilling til at holde offentlige forelæsninger over de nyere sprog. 1808 var han en kort tid løjtnant, senere ansat ved feltpostkontoret. 1813 blev han notarius publicus i Bergen; men ved Norges afståelse vendte han 1814 tilbage til København. Nogle år efter flyttede han til Slagelse, hvor han døde 1824.
Han var siden 1808 gift med Johanne Frederikke Walstrøm (død 1850) fra Oslo.